# 2 Stupid Dogs
2 Cachorros Bobos (em inglês:  2 Stupid Dogs) é uma série de animação americana criada e desenhada por Donovan Cook e produzida pela Hanna-Barbera Cartoons. Foi exibida originalmente de 5 de setembro de 1993 a 13 de fevereiro de 1995 na TBS como parte do bloco Sunday Morning in Front of the TV e em distribuição. Os segmentos principais do programa apresentam dois cães sem nome, chamados de "Little Dog" e "Big Dog" nos créditos (dublados por Mark Schiff e Brad Garrett, respectivamente). O programa usou inteiramente tinta digital e tinta em todos os episódios. Depois de cancelado, o desenho ainda continuou no ar pela Cartoon Network.
O diretor de arte deste desenho é Craig McCracken (criador de As Meninas Superpoderosas e A Mansão Foster para Amigos Imaginários), sendo que, Genndy Tartakovsky (autor de O Laboratório de Dexter e Samurai Jack, co-autor de A Mansão Foster para Amigos Imaginários, e responsável por desenvolver Star Wars: Guerras Crônicas) já trabalhou em alguns episódios; como diretor e/ou animador.
No Brasil, o desenho foi originalmente exibido na TV paga pelo Cartoon Network, a partir de 1994. Já na TV aberta, estreou em 1995 pela CNT, onde foi exibido em diversos programas infantis da emissora, tais como Cartoon Mania e TV Fofão. Foi também apresentado pelo SBT em 2004, quando foi exibido na Sessão Desenho, e pela última vez no país pelo canal pago Tooncast. Também já foi lançado em VHS pela PlayArte Home Vídeo em 1997, porém com o nome batizado de Dois Cachorros Malucos.
Em Portugal, foi exibido no programa Buéréré da SIC em 1995, mas com a dobragem brasileira. A dobragem portuguesa nunca foi feita.

## Sinopse
O desenho mostra dois cachorros de tamanho diferente, chamados Cachorro Grande e Cachorro Pequeno. Um é um sheepdog cinza, de focinho roxo e, geralmente, calado e faminto; o outro, por sua vez, é um dachshund bege falastrão de focinho preto. Como o título do desenho sugere, eles não são muito espertos. Eles vivem mastigando coisas e entram em conflito com um enxerido chamado Hollywood.
Além das histórias dos dois cachorros, o desenho mostra o remake do clássico Esquilo Sem Grilo.